# Hétérocèle
Le terme hétérocèle ou hétérocœle qualifie une vertèbre dont les deux faces (craniale et caudale) du corps vertébral ont la forme d'une selle. Ces vertèbres sont caractéristiques des oiseaux.